# Sondeo sónico
Un sondeo sónico, coloquialmente conocido como sónico, es el término empleado en geotecnia para referirse al ensayo por transparencia sónica en cimentaciones profundas y elementos de contención, también denominado ensayo sónico (o "ultrasonic crosshole" en inglés americano).
Deriva de la traducción literal del término francés "Carottage Sonique" empleado por los pioneros del CEBTP (Centro de Estudios de Edificación y Obras Públicas) de Francia a finales de la década de 1960.